# Cocoliztli
 Mise en garde médicale
Le cocoliztli est le nom donné par les populations nahuas à la maladie touchant la Nouvelle-Espagne au cours du XVIe siècle.
Entre 1519 et 1600, la population indigène du Mexique est passée de plus de 15 millions à 2 millions. Cet effondrement démographique a été attribué principalement à une série d'épidémies de maladies diverses : la variole (épidémie de 1519), la rougeole et le cocoliztli, une fièvre hémorragique virale probablement causée par la bactérie Salmonella enterica Paratyphi C. .

## Étymologie
Dans la langue nahuatl, la racine de noix de coco est associée à la notion de maladie. Cocoliztli signifiait à l'origine « la maladie, le mal, épidémie de peste ». Au XVIe siècle, les épidémies étaient appelées cocoliztles. Cependant, le terme perd son sens d'origine pour désigner spécifiquement lorsque la maladie touchant les indigènes, autochtones et espagnols.

## Épidémies

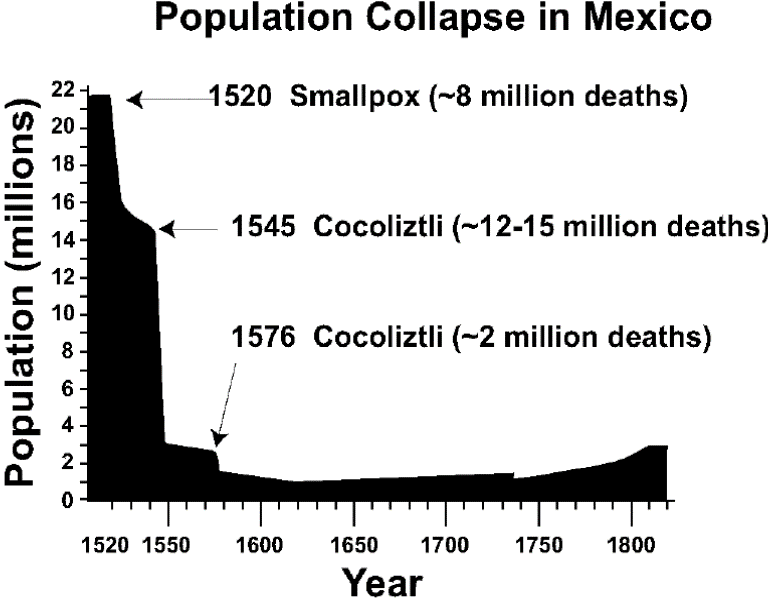
Evolution démographique de la population amérindienne.

Deux principales épidémies ont été identifiés par les historiens :
- l'épidémie de 1545 : environ 15 millions de morts
- l'épidémie de 1576 : environ 2 millions de morts